# سرج لانگ

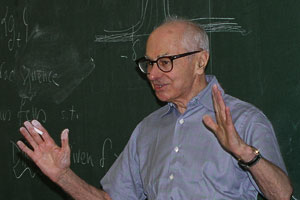
سرج لانگ (1927–2005)

سرج لانگ (به انگلیسی: Serge Lang) (19 می ۱۹۲۷–۱۲ سپتامبر ۲۰۰۵)، ریاضی‌دان فرانسوی-آمریکایی و کنشگری (فعالی) بود که اکثر حرفه خود را در دانشگاه ییل گذراند. او را عمدتاً به خاطر کارهایش در نظریه اعداد و کتاب‌های درسی‌اش می‌شناسند. کتابهایی شامل کتاب اثرگذار و معروفش با عنوان جبر. او جایزه فرانک نلسون کول را در ۱۹۶۰ میلادی دریافت نمود و عضوی از گروه بورباکی بود.
سرج لانگ به عنوان یک کنشگر، علیه جنگ ویتنام کارزار به راه انداخت و همچنین علیه کاندیداتوری ساموئل هانتینگتون، دانشمندِ سیاستمدار، جهت عضویتش در آکادمی ملی علوم، مبارزات موفقی را صورت داد. سرج لانگ در مراحل بعدی زندگی اش، جزو منکرین ایدز/HIV شد. او منکر اثبات این مسئله شد که HIV عامل ایدز باشد و علیه تحقیقات ییل در مورد HIV/AIDS اعتراض نمود.

## ارجاعات
1. ↑  Kalichman, Seth (2009). Denying AIDS: Conspiracy Theories, Pseudoscience, and Human Tragedy. Springer. p. 182. ISBN 978-0-387-79476-1. Lang descended into HIV/AIDS denialism and protested what he saw as the unjust treatment of Duesberg. He conducted a flawed analysis of Duesberg's grant failings and called into question the entire NIH review process. He also caused a bit of commotion on the Yale campus when AIDS speakers visited. He protested the appointment of former Global AIDS Program Director at the World Health Organization Michael Merson as Yale's Dean of Public Health and launched a series of letter writing campaigns to Yale administrators about the role the university was playing in the global AIDS conspiracy.

- مشارکت‌کنندگان ویکی‌پدیا. «Serge Lang». در دانشنامهٔ ویکی‌پدیای انگلیسی، بازبینی‌شده در ۲ ژوئن ۲۰۲۱.